# Теогония
Теогония (на гръцки: Θεογονία – „произход на боговете“) е поема от Хезиод. Съставена е VIII век пр.н.е. и е една от първите древногръцки митологически поеми, станали известни в европейската литература.

„Теогония“ разказва за произхода на света и първоелементите, разкрива генеалогията на различните поколения древногръцки божества и делата им. Хронологически тя предхожда Дела и дни, другата известна поема на Хезиод, като в сравнение с нея „Теогония“ е по-дълга. Състои се общо от 1022 хекзаметра (стиха).
В увода на „Теогония“ (ст. 26 – 27), като перифразира пасаж от ХІХ песен на „Одисея“ (ст. 203 „Много лъжи Одисей тъй разказа, подобни на правда“), Хезиод кара своите Музи да заявят: „Ние умеем да казваме много лъжи като правда, знаем обаче и истини, щом пожелаем, да кажем.“ Несъмнено този рефлекс издава, че по времето на Хезиод „Одисея“ е широко известна, от което може да следва, че поетът на „Дела и дни“ живее по-късно от Омир.
Теогония като нарицателно име означава съвкупността от възгледи и вярвания за произхода и родословието на боговете.

## Описание
„Теогония“ на Хезиод е мащабен синтез на голямо разнообразие от гръцки традиции по отношение на боговете, организирани като разказ за тяхната поява и как са установили контрол върху Космоса. Това е първата гръцка митична космогония. Първоначалното състояние на вселената е Хаос – тъмна бездна, считана за божественото изначално състояние, откъдето произлиза всичко. „Тегония“ е част от гръцката митология, която иска да представи реалността като едно цяло. В много култури, историите за произхода на Космоса и боговете са начин обществото да затвърди своите местни и културни традиции. По-конкретно, теогониите се използват за утвърждаване на властта. Това което прави „Теогония“ на Хезиод уникална, е че потвърждава липсата на исторически царски род. Поемата по-скоро потвърждава царуването на самия бог Зевс над всички други богове и над целия Космос. Освен това, в частта „Царе и певци“ Хезиод си присвоява власт, присъща на царуването. Поетът заявява, че той е получил дарове от музите, което от своя страна е признак на царска власт. Той няма за цел да се представи като цар, а да покаже, че царската власт принадлежи на поета. Въпреки че често се използва като източник на гръцката митология, „Теогония“ е едновременно повече и по-малко от това. Формално погледнато, това е химн за Зевс и музите. Необходимо е да се отбележи, че „Теогония“ не е единственият източник на гръцката митология, а по-скоро моментна снимка на динамична традиция, която да изясни митовете и да напомня, че традициите са продължили да се развиват.
Един от основните компоненти на „Теогония“ е представянето на „наследствения мит“. В него се разказва как Кронос сваля Уран от царския трон, а от своя страна Зевс сваля Кронос и неговите братя титани, и как Зевс в крайна сметка става постоянен владетел на Космоса.
Уран има много деца с Гея, но мразейки ги, той ги скрива някъде вътре в нея. Ядосана от това, Гея призовава децата си, за да накаже баща им. Само най-малкият ѝ син Кронос е готов да стори това. Той кастрира баща си със стоманен сърп, направен от Гея. Кронос, взел вече контрол над Космоса, иска да гарантира, че ще властва. Уран и Гея пророкуват, че едно от децата му ще го свали, така че когато той се жени за Рея, като предпазна мярка поглъща всяко едно от децата си, които тя ражда: Хестия, Деметра, Хера, Хадес, Посейдон, Зевс (в този ред). Въпреки това, когато Рея е бременна със Зевс, тя моли родителите си Гея и Уран да ѝ помогнат да спаси сина си. Така те изпращат Рея на о. Крит, за да го роди, и Гея скрива новородения Зевс дълбоко в Диктейската пещера на острова. Рея дава на Кронос огромен камък, увит в дрехи на бебе, което той да погълне, мислейки си, че това е още едно от децата му. Подмамен от Гея, Кронос повръща другите си пет деца. След това Зевс освобождава чичовците си – циклопите, които му дават велики оръжия – гръмотевици. Между Зевс и олимпийците и титани започва война (Титаномахия) за контрол на Космоса. На десетата година от войната, по съвета на Гея, Зевс освобождава сторъките великани, които се присъединяват във войната срещу титаните, позволявайки му да вземе надмощие. Гръмовержецът хвърля яростта на своите мълнии над титаните, побеждава ги и ги хвърля в Тартар. Зевс по-късно побеждава Тифон, син на Гея и Тартар и също го хвърля в Тартар.
Зевс, по съвет на Гея, е избран за цар на боговете и той разпределя различни роли между тях. След това се жени за първата си съпруга Метида, но когато разбира, че жена му е обречена да му роди син, който може да узурпира управлението му, по съвет на Уран и Гея, Зевс поглъща Метида (докато все още е бременна с Атина). И така Зевс успява да сложи край на цикъла на наследяването и си осигурява вечно управление над Космоса.

## Структура

### Прелюдия
Прелюдията е с дължина 115 стиха и се разделя на две части. Първата (от стих 1 до стих 35) е обръщение към Хеликонските музи, а втората (ст. 36 – ст. 115) представлява химн към музите. Съществуват различни мнения за наличието на тези две части. Според едно съществуването им е с цел рапсодът, четящ произведението пред публика, да избере подходящата прелюдия за случая; според друго – по този начин Хезиод свързва почитането към Хеликонските и Олимпийските музи. Предполага се и че е възможно началният химн към музите и този към Хеката (ст. 414 – 452) да са вмъкнати в текста на поемата.

### Същинска част
Същинската част започва от стих 116 и продължава до стих 1020 включително. В нея могат да се откроят пет раздела: първият (116 – 616) разказва за появата на първоелементите и предава родословието на трите поколения древногръцки богове; втория (617 – 819) е за борбата между олимпийските богове и титаните; третият (820 – 885) разказва за борбата на Зевс с Тифон; четвъртият (886 – 994) предава генеалогията на боговете, родени от браковете на Зевс с различни богини; петият (995 – 1020) – поколенията на богини и смъртни мъже.
От тези пет раздела в първия също се различават отделни части:
- Пораждането на първичните сили (първоелементите) Хаос, Земя (Гея), Тартар и Ерос и техните поколения; поколението на Гея и Уран и низвергването на Уран (116 – 210)
- поколението на Нощта (211 – 233)
- поколението на Понт (234 – 336)
- поколенията на Океан и другите титани (337 – 410)
- химн към Хеката (411 – 452)
- поколението на Кронос и Рея (453 – 506)
- поколението на Япет (507 – 534)
- делата на Прометей и създаването на жената (535 – 616)

### Финал
Финалът на поемата е условен. Състои се от два стиха (1021 – 1022) и се смята, че е въведение към достигналата до нас във фрагменти творба „Каталог на жените“ (Γυναικῶν Κατάλογος, Gynaikōn Katalogos), излагаща родословието на героите в древногръцката митология – смъртни, родени от човешки жени и богове.

## Родословие

### 1. Първите богове
Светът започва със спонтанното зараждане на четири същества: първо е Хаос, след това Гея (Земя), Тартар, в дълбините на Земята и Ерос. От Хаос се ражда Ереб и Никс. От съюза на Никс и Ереб се раждат Етер и Химера. От Гея се раждат Уран, Орея и Понт.

### 2. Децата на Гея и Уран
От съюза на Уран и Гея произлизат дванадесетте титани: Океан, Койос, Крий, Хиперион, Япет, Тея, Рея, Темида, Мнемозина, Фийби, Тетида и Кронос; циклопите и сторъките великани.

### 3. Други деца на Гея и Уран
Когато Кронос кастрира Уран, от неговата кръв, която се пръснала по земята произлизат Ериниите (Фуриите), великаните и Мелиадите. Кронос хвърля отрязания полов орган в морето, от чиято пяна се ражда богинята Афродита.

### 4. Поколението на Никс
Междувременно Никс сама ражда: Морос, Кер, Танатос (Смъртта), Хипнос, Онеирите, Мом, Ойзо, Есперидес, мойрите, Керес, Немезида, Апата (измама), Филота (любовта), Герас (старост), и Ерида (раздор). И само от Ерида, се раждат Понос (Трудностите), Лета (забравяне), Лимос (глад), Алгос (болките), Хюсминай (битките), Макай (войните), Фоной (убийците), Андроктасиай, Никеа (кавги), Псевдея (лъжите), Логой (разкази), Амфилогиай (спорове), Дисномия (анархия), Ате и Хоркос (клетви).

### 5. Деца на Гея и Понт
След кастрацията на Уран, Гея влиза в съюз със сина си Понт и ражда потомство, състоящо се предимно от морски божества, морски нимфи и хибридни чудовища. Първото им дете е Нерей, женен за Дорис, една от дъщерите на Океан и Тетида, и тя ражда морските нимфи, сред които са Амфитрита, Тетида, и Псамафея. Второто им дете е Тавмант, женен за Електра и тяхното потомство са Ирида и двете харпии. Третото и четвъртото дете на Гея и Понт, Форкис и Кето, се женят помежду си и от тях произлизат от двете Граи: Пемфредо и Еньо, и трите горгонии: Стено, Еуруал и Медуза. От Посейдон и Медуза произлизат крилатият кон Пегас и войнът Хризаор, родени, когато героят Персей отсича главата на Медуза. Хризаор женен за Калиро, друга Океанида, и те дават началото на триглавия Герион. След това се ражда Ехидна. А последна от поколението на Кето и Форкис е змията, която пази златните ябълки.

### 6. Деца на Ехидна и Тифон
Гея се съчетава с Тартар и от техния съюз се ражда Тифон, който се жени за Ехидна и имат няколко чудовощни потомци: Химера, Цербер и др.

### 7. Деца на титаните
Титаните, Океан, Хиперион, Койос и Кронос се женят за техните сестри Тетида, Тея, Фийби и Рея, а Крий се жени за своята полусестра Еврибия, дъщеря на Гея и Понт. От Океан и Тетида произлизат трите хиляди речни богове (включително Нилус, Алфеус, и Скамандър и три хиляди речни нимфи (включително Дорис, Електра, Калироне, Стикс, Климена, Метида, Евринома, Персей и Идия). От Тея и Хиперион произлизат Хелиос, Селена и Еос, а от Крий и Еврибия – Астрей, Палас и Перс. От Еос и Астрей произлизат ветровете: Зефир, Борей и Нотус и звездите. От Палас и Океанидата Стикс – Зелус, Нике, Кратос и Биа. От Койос и Фийби произлизат Лето и Астериа, която се омъжва за перс, ражда се Хеката, а от Кронос и Рея идват Хестия, Деметра, Хера, Посейдон Хадес и Зевс. Титанът Япет е женен за океанидата Климене и техни деца са Атлат, Менетей, Прометей и Епиметей.

### 8. Деца на Зевс
Зевс има седем жени. Първата му съпруга е Метида, която е майка на Атина. По съвет на Гея и Уран, той поглъща Метида, така че синът му от Метида да не може го свали, както било предсказано. Втората му жена е леля му Темида, която ражда три ори: Еуномия (законност), Дига (правосъдието), Ейрене (мир); и трите мойри: Клото, Лахесис и Атропос. След това Зевс се жени за третата си съпруга Евринома, която ражда три Харити (грации): Аглая, Еуфросуне (радост), и Талия (празничност). Четвъртата жена е сестра му Деметра, която ражда Персефона. Петата съпруга на Зевс е Мнемозина, от която произлизат музите: Клио, Евтерпа, Талия, Мелпомена, Терпсихора, Ерато, Полихимния, Урания и Калиопа. Шестата му жена е Лето, която ражда Аполон и Артемида. Последната жена на Зевс е Хера, която е майката на Хеба, Арес, Енио и Илития. Зевс най-накрая „ражда“ сам Атина, от главата си, което разгневява Хера толкова много, че тя ражда, от себе си Хефест, богът на огъня и ковачите.

### 9. Деца на другите богове
От Посейдон и Амфитрита е роден Тритон, а от Арес и Афродита – Фобос (Страх), Деймос (Ужас), и Хармония. Зевс и Мая дават началото на Хермес, а със смъртната Алкмена, той има син Херакъл, който се жени за Хеба. Зевс и смъртната Семела, дъщеря на Хармония и Кадмус, основател и първи цар на Тива, раждат Дионис, който се оженил за Ариадна, дъщерята на Минос, цар на Крит. Хелиос и Персеида дават началото на Цирцея, който става цар на Колхида и се жени за океанидата Идия.

### 10. Деца на богините
Богинята Деметра се омъжва за смъртния Иасий и се ражда Плутос. В допълнение към Семела, богинята Хармония и смъртният Кадмус също дават началото на Ино, Агаве, Автоноя и Полидор. От Еос и смъртният Титон, произлизат героите Мемнон и Ематион, и от Кефал – Фаетон, Медея и смъртният Язон, дават начлото на Медиус, а Нереида със смъртния Аякс – героят Фок, а Нереидата Тетида и Пелей – великият воин Ахил.

## Прометей
След представянето на децата на титана Япет и океанидата Климена и разказите за съдбата на Атлас, Менетей, Прометей и Епиметей, Хезиод накратко представя историята на Прометей. Когато боговете и хората се срещат в Микена, за да се реши как да се разпределят жертвите, Прометей иска да подведе Зевс. Заколвайки вол, той взема ценната мазнина и месото, и ги покрива със стомаха на вола. Тогава Прометей взима костите и ги покрива с тънък блестящ слой мазнини. Прометей пита Зевс, коя купчина е по-хубава, като се надява да подведе бога в избора на по-малко желаната част. Въпреки че Гръмовержеца е видял този трик, той избира костите – и така е установено, че след като хората изгорят костите като жертва на боговете, оставят за себе си месото и мазнините. Като наказание за този трик, Зевс решава да забрани на човечеството използването на огън, но Прометей открадва огъня и го дава на хората. След това Зевс нарежда създаването на първата жена – Пандора като ново наказание за смъртните. А Прометей бива прикован към една скала, където орел се храни с черния му дроб всеки ден, докато Херакъл не го освобождава.

## Пандора
В 570 стих на „Теогония“ Хезиод споменава мита за Пандора, макар и да не е назована пряко с името си. Девойката е сътворена от Зевс, за да накаже цялото човечество за дързостта на Прометей да го измами. Митът за Пандора е свързан с огъня и Прометей. След като дава огъня на хората, прозорливият Прометей предупреждава брат си Епиметей да не приема дарове от боговете. Въпреки това заръката му е пренебрегната и Епиметей се влюбва в изваяната от Зевс, Пандора, и я взема за своя жена. В Епиметеевия дом имало голям съд с тежък капак, който никой не смеел да отвори, защото всички знаели, че вътре имало само злини. Пандора обаче била любопитна и отворила съда. Тогава по земята се разпръснали злини и нещастия, а на дъното на съда останала само надеждата.
| „ | Бързо за смъртните хора злина във замяна приготви: куцият бог всеизвестен по Зевсова воля извая глинена статуя, много подобна на скромна девойка. А модроока Атина я сръчно със пояс препаса, в дреха сребриста нагизди я, спусна с ръцете си хубав, везан изкусно воал от главата ѝ – чудо и приказ; дивен венец, от треви разцъфтели и свежи изплетен, сложи на нейното чело богиня Атина Палада; тя на главата ѝ тури и златна корона, която куцият бог всеизвестен самичък за нея направи с пръсти и силни, и сръчни, за да угоди на баща си. Много изкусни картини – за чудо и приказ – на нея бяха изваяни, всякакви диви животни, които хранят земя и море – до едно удивителни твари, сякаш че живи, със глас; съвършенство личеше във всичко. Щом бе красивото зло за доброто приготвил в замяна, Зевс я изведе пред всички безсмъртни и земните хора, тъй украсена блестящо от щерка му с модрия поглед. Унес обзе боговете безсмъртни и смъртните хора, щом хитрината прикрита – за хората гибел – видяха. Женският род и жените от нея в света произхождат, с нея се слага начало на тяхното племе злотворно — чума ужасна, която с мъжете смъртни живее, спътница само в охолство, но никога в пагубна бедност. Точно тъй, както пчелите в покритите кошери хранят търтеи, дето са само във злите дела съпричастни — целия ден без умора пчелите работят до залез, трудят се те да изграждат от восъка бели килийки, вътре в закрития кошер стоящите търтеи лесно в своите търбуси изсипват добитото с чуждите мъки, — също така на земята за зло на мъжете изпрати Зевс Гръмовержец жените, в злокобни дела съпричастни. | “ |

## Въздействие върху ранната гръцка философия
Наследството на гръцката митология, вече включва желанието да артикулира реалността като цяло и този импулс е от основно значение за първите проекти на спекулативно теоретизиране. Хезиод, впечатлен от необходимостта, урежда реда на нещата, разкрива определени модели в генезиса и появата на боговете. Тези идеи правят възможна космологичната спекулация. Най-ранната реторика на размисъл поставя във всички центрове две взаимосвързани неща: чудото, като част от божествения ред на нещата; и абсолютната убеденост, че освен съвкупността от нещата, реалността образува красиво и хармонично цяло.
В „Теогония“, произхода е хаос, божествено изначално състояние и там са корените и краищата на земята, небето, морето и Тартар. Ферекид на Сирос (6 век пр.н.е.), смята, че има три предварително съществуващи божествени принципи и нарича водата също Хаос. На езика от архаичния период (8 – 6 век пр.н.е.), с Arche (или archai) се обозначава източника, произхода или корена на нещата, които съществуват. Ако нещо трябва да бъде утвърдено или създадено, нейното Arche или статична точка трябва да бъде защитена, и най-сигурните основи са тези, предвидени от боговете: неразрушимата, неизменна и вечна подредба на нещата.
В древногръцката философия, Arche е елемент или първият принцип на всички неща, с постоянен характер. Талес (7 – 6 век пр.н.е.), първият гръцки философ, твърди, че първият принцип на всичко е водата. Анаксимандър (6 век пр.н.е.) е първият философ, който използва терминът Arche, което нарича „субстрат“. Анаксимандър твърди, че началото е една безкрайна маса (Апейрон (гръцки: ἄπειρον, „безкрайно, безпределно“) предмет без възраст, от който всички неща се раждат и след това те са унищожени там. Фрагмент от Ксенофан (6 век преди новата ера) показва прехода от хаоса на Апейрон.